# Moacy Cirne
Moacy Costa Cirne (São José do Seridó, 13 mars 1943 - Natal, 11 janvier 2014) est un poète, théoricien de la poésie, artiste plasticien et professeur du Département de la communication sociale de l'Université fédérale Fluminense, considéré comme le plus grand spécialiste brésilien de bande dessinée, ayant écrit de nombreux livres sur le sujet,.

## Biographie
Dans les années 1970, il écrit la chronique EQ, avec Marcio Ehrlich, pour le journal de Rio Tribuna da Imprensa. Il est rédacteur en chef de la Revista de Cultura Vozes, à Petrópolis (1971-1980) et collaborateur du supplément Livro du Jornal do Brasil (Rio de Janeiro, 1972-76). Professeur au Département de communication sociale de l'Université fédérale Fluminense, où il enseigne des matières sur la bande dessinée et la science-fiction, entre autres,.